# De vuurvogel

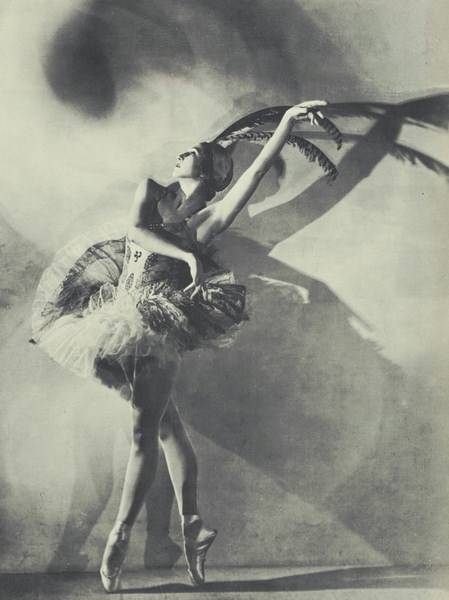
Alexandra Danilova als de Vuurvogel (Ballets Russes, 1910)

De vuurvogel (Frans: L'Oiseau de feu; Russisch: Жар-птица, Zjar-Ptitsa; Engels: The Firebird) is een ballet in twee bedrijven van Michel Fokine. Igor Stravinsky componeerde een originele score voor het stuk tussen 1909 en 1910. De Ballets Russes brachten De vuurvogel in première op 25 juni 1910 in de Opéra Garnier in Parijs o.l.v. dirigent Gabriel Pierné. Het ballet is gebaseerd op Russische folklore. Onder meer de legende van de vuurvogel en het verhaal Kosjtsjej de Onsterfelijke werden er in verwerkt. De vuurvogel wordt regelmatig uitgevoerd, zij het veelal als concertstuk.

## Verhaal
Het verhaal gaat over twee magische wezens: de Vuurvogel, die het goede vertegenwoordigt, en de kwade tovenaar Kosjtsjej de Onsterfelijke. De magiër houdt verschillende vrouwen gevangen en veranderde vele mannen in steen. Kosjtsjej is echter onsterfelijk zo lang zijn ziel onaangetast blijft. Die ziel wordt in de vorm van een ei bewaard in een kistje.
Een jonge Prins, Ivan Tsarevitsj, zwerft 's nachts door de tovertuin van Kosjtsjej. Prins Ivan is het voornaamste element van realiteit in het verhaal. Hij is eenvoudig, ietwat naïef en gedraagt zich steeds rechtuit. Ivan is op jacht naar de mythische Vuurvogel. De Vuurvogel verschijnt in de tovertuin, bij enkele bomen met gouden appels. De vogel is een bovennatuurlijk wezen dat er altijd in slaagt de dood te overwinnen. De enige menselijke emotie die zij kent is angst; de angst om haar vrijheid te verliezen. Ivan slaagt erin de vogel te vangen. De Vuurvogel smeekt hem haar te sparen. In ruil voor haar vrijheid belooft ze hem te helpen wanneer hij in nood verkeert. Ivan trekt een van de veren van de Vuurvogel uit als herinnering aan die belofte.
Ivan wandelt door de tuin en treft een groep van dertien meisjes. Hij wordt op slag verliefd op een van hen. Ivan komt te weten dat de meisjes eigenlijk prinsessen zijn. Ze worden in de tuin door een betovering van Kosjtsjej vastgehouden. Bij het aanbreken van de dageraad moeten de meisjes terugkeren naar het paleis van Kosjtsjej. Ivan wil hen helpen. Hij breekt de poort van het paleis open, maar hierdoor klinkt er een carillon. Ivan is ontdekt door de wachten van Kosjtsjej. Er wacht hem het lot van de andere mannen: de tovenaar zal ook hem in steen veranderen. Ivan herinnert zich echter de veer van de Vuurvogel. Hij zwaait met de veer en de vogel verschijnt. Zij betovert Kosjtsjej en zijn volgelingen. Die moeten hierdoor een wilde helledans uitvoeren. Vervolgens zingt de Vuurvogel een slaaplied. Kosjtsjej en zijn gevolg vallen in slaap.
Terwijl de tovenaar slaapt, onthult de Vuurvogel aan Ivan het geheim van Kosjtsjej zijn onsterfelijkheid. Ze brengt hem naar de grot waar het ei met de tovenaarsziel is verstopt. Ivan opent het kistje en smijt het ei kapot. De tovenaar sterft meteen. De betoveringen worden verbroken en de gevangenen zijn weer vrij. Ivan en zijn prinses Tsarevna trouwen.

### Gedetailleerde opbouw
Het complete ballet De vuurvogel bestaat uit de volgende onderdelen:
1. Inleiding
2. Eerste scène - De betoverde tuin van Kosjtsjej
3. Verschijning van de Vuurvogel, achterna gezeten door Ivan Tsarevitsj
4. Dans van de Vuurvogel
5. Ivan Tsarevitsj vangt de Vuurvogel
6. Smeekbede van de Vuurvogel
7. Verschijning van dertien betoverde prinsessen
8. Spel van de prinsessen met de gouden appels
9. Plotselinge verschijning van Ivan Tsarevitsj
10. Rondedans van de prinsessen
11. Dageraad – Ivan Tsarevitsj gaat het paleis van Kosjtsjej binnen
12. Sprookjesachtige carillon, verschijning van Kosjtsjejs monsterlijke wachters en de gevangenneming van Ivan Tsarevitsj
13. Aankomst van Kosjtsjej de Onsterfelijke – Kosjtsjejs dialoog met Ivan Tsarevitsj– Tussenkomst van de prinsessen
14. Verschijning van de Vuurvogel
15. Dans van Kosjtsjejs gevolg, betoverd door de Vuurvogel
16. Helse dans van al Kosjtsjejs onderdanen
17. Slaaplied van de Vuurvogel
18. Dood van Kosjtsjej
19. Tweede scène - Ondergang van Kosjtsjejs paleis – Tot leven komen van de versteende ridders – Algemene vreugde

## Choreografie
De choreografie voor De vuurvogel werd verzorgd door Michel Fokine. Fokine moest voor dit ballet werken met een geheel nieuw soort muziek. De choreograaf werkte hiertoe nauw samen met componist Igor Stravinsky. Delen van de dans zien er vandaag verouderd uit, zoals de dansen van Kosjtsjej en zijn gevolg. De verschillende personages komen achtereenvolgens het podium op en hun dansen volgen een formeel patroon. Fokine voegde ook volksdansen toe.
De rol van de Vuurvogel houdt beter stand. Fokine ontwierp die choreografie specifiek voor ballerina Tamara Karsavina. Zij danste in De vuurvogel krachtig en eerder oriëntaals. De rol van de Vuurvogel staat in scherp contrast met die van prins Ivan Tsarevitsj. Die laatste wordt met een zekere naïviteit gebracht. De pas de deux van prins Ivan en de Vuurvogel vormt een eenzame passage van klassieke dans. De ballerina danst op haar tippen (sur les pointes) om haar vrijheid en vreugde uit te drukken. Wanneer de prins haar vangt, klapwiekt en beeft ze uit angst. De pas de deux toont dus een conflict in plaats van de gebruikelijke hofmakerij.

## Muziek

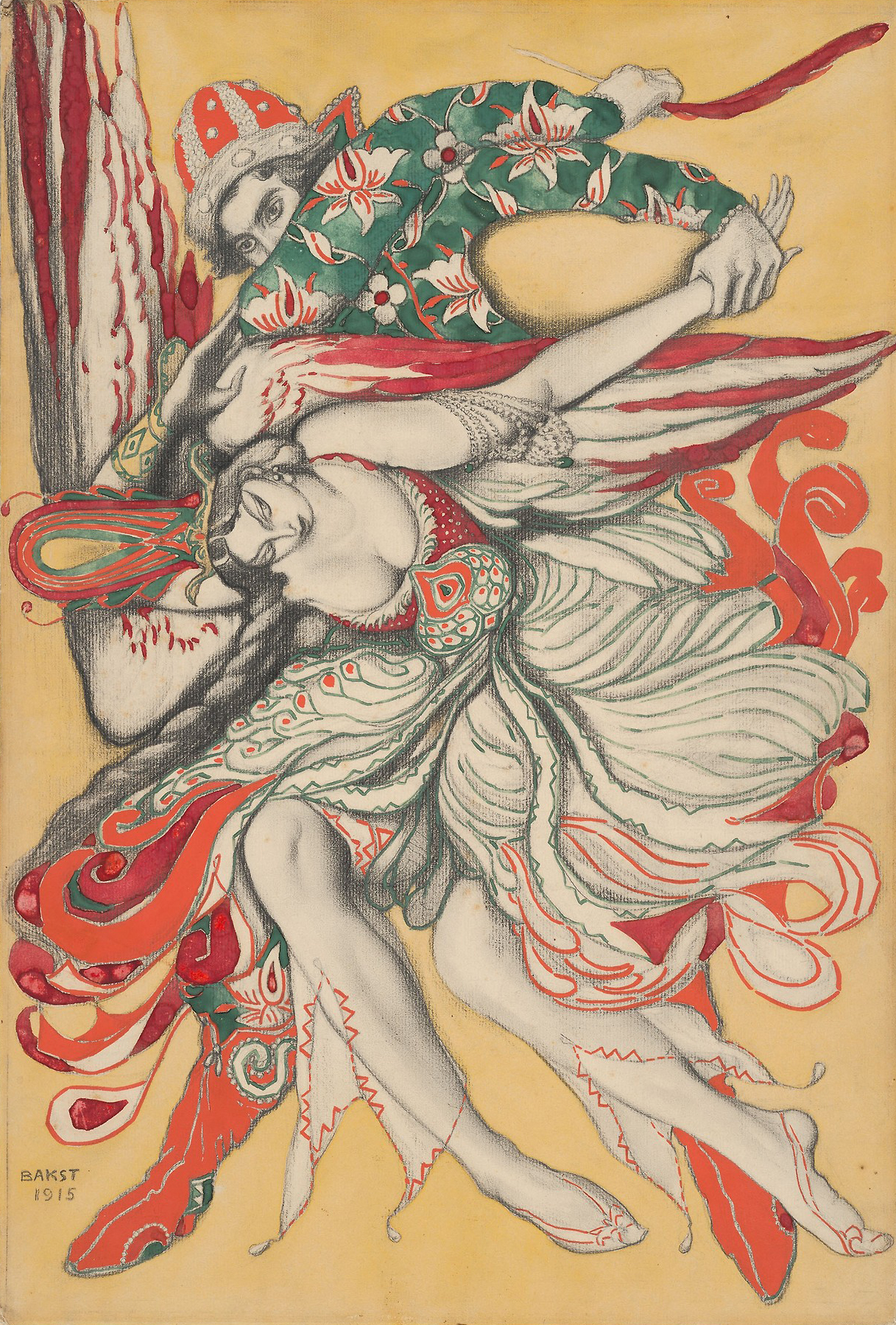
Prins Ivan vangt de Vuurvogel (Bakst, 1915)

Aanvankelijk zou Anatoli Liadov, Sergej Djagilevs voormalige leraar harmonieleer, de muziek voor De vuurvogel componeren. Deze zou het werk niet op tijd gereed hebben. Daarom wendde men zich tot componist Igor Stravinsky. Stravinsky had voor Djagilev al twee onderdelen voor het ballet Les Sylphides geïnstrumenteerd. Voor De vuurvogel (W16) liet hij het werk aan zijn opera Le Rossignol rusten. Stravinsky begon al begin november 1909, voor de opdracht officieel was, aan het componeren. Hij deed dit in de datsja van de familie van zijn leraar Nikolaj Rimski-Korsakov, buiten Sint-Petersburg. Hij droeg het werk ook op aan 'mijn beste vriend Andrey Rimski-Korsakov', de zoon van Nikolaj Rimski-Korsakov. Half april 1910 was de orkestpartituur gereed.
De vuurvogel is voor een groot orkest geschreven. 'Verkwistend groot' zei Stravinsky zelf. Dit stelde de componist in staat om allerlei orkestrale effecten te bereiken. Stravinsky's instrumentatie is daarbij briljant te noemen. De compositie is zijn eerste artistiek rijpe werk. Het onderwerp vroeg om programmamuziek, iets dat Stravinsky eigenlijk niet wilde schrijven. De componist wijdde zich echter met zorg aan zijn opdracht, om het vertrouwen niet te beschamen dat men in hem had gesteld.
Stravinsky verklaarde dat zijn compositie beïnvloed is door zowel Tsjaikovski als Rimski-Korsakov. Hij verwees daarbij naar de opera-achtige en vocale elementen van Tsjaikovski en de harmonie en orkestkleur van Rimski-Korsakov. Zo wordt er geciteerd uit Rimski's korte opera De onsterfelijke Kasjtsjej met deels dezelfde thematiek en waren de hoornglissando's al gebruikt in diens opera-ballet Mlada. Voor het onderscheid tussen het natuurlijke en het bovennatuurlijke maakte Stravinsky gebruik van hetgeen Rimski toepaste voor zijn toen nog ongepubliceerde opera De gouden haan: de muziek voor Ivan Tsarevitsj, de prinsessen en de hymne voor de dankzegging in de finale is sterk diatonisch. De twee chovorod thema's zijn volksmelodieën. Alle muziek uit de magische wereld, zoals die voor de Vuurvogel en voor Kosjtsjej, is opgebouwd uit een chromatisch interval, een overmatige kwart. Qua ritmiek maakt Stravinsky veel gebruik van syncopen: in de bas in de Dans van de Vuurvogel om het gefladder en gepik te suggereren, om een wiskundig effect te creëren voor het carillon, en in de Helse dans van Kosjtsjej en zijn onderdanen. De syncopering en andere ritmische middelen passen wel binnen het raamwerk van de reguliere maat.
Het werk behoort samen met Petroesjka en Le Sacre du printemps tot Stravinsky's drie grote Russische balletten, zijn bekendste en populairste composities. Waarschijnlijk is De vuurvogel altijd de populairste van de drie geweest. De Vuurvogel was nieuw door zijn stijl en expressie, maar het was tegelijkertijd niet zo revolutionair dat het publiek er van terugschrok.

### Suites en transcripties
De partituur van De vuurvogel werd meermaals herwerkt. Een eerste concertsuite, getiteld Suite uit het ballet "De vuurvogel", werd in 1911 gemaakt. De orkestratie is min of meer gelijk aan die van het complete werk. Kleine aanpassingen gaven een toepasselijk slot aan de gebruikte delen. De delen van deze suite zijn: de inleiding, Kosjtsjejs betoverde tuin, Dans van de Vuurvogel (No. 1-4); Smeekbede van de Vuurvogel (No. 6), Het spel van de prinsessen met de gouden appels (No. 8), Rondedans van de prinsessen (No. 10), en de Helse dans van al Kosjtsjejs onderdanen (No. 16).
In 1919 werd te Morges een tweede concertsuite geschreven, voor een kleiner orkest. De delen van deze suite zijn:
de inleiding (No. 1), Variatie van de Vuurvogel (delen van No. 2-4), Rondedans van de prinsessen (No. 10), Helse dans van al Kosjtsjejs onderdanen (No. 16), Slaaplied (No. 17) en de finale (No. 19). Een derde orkestsuite, Balletsuite genoemd, werd in 1945 gemaakt voor dezelfde kleinere orkestbezetting van de tweede suite. De delen van deze suite zijn: de inleiding (No. 1), Variatie van de Vuurvogel (delen van No. 2-4), Pantomime I (diverse fragmenten), De Vuurvogel en Ivan Tsarevitsj (pas de deux uit No. 6), Pantomime II (diverse fragmenten), Het spel van de prinsessen met de gouden appels (No. 8), Pantomime III (No. 9), Rondedans van de prinsessen (No. 10), Helse dans van al Kosjtsjejs onderdanen (No. 16), Slaaplied (No. 17) en de finale (No. 19).
Het Slaaplied van de Vuurvogel (No. 17) werd in 1912 afzonderlijk gepubliceerd met beperkte blazerspartijen. Het Slaaplied werd ook tweemaal herschreven voor viool en piano: een keer door Stravinsky zelf in 1929 en een keer in samenwerking met Samuel Dushkin in 1933. Ook de inleiding (No. 1) en Rondedans van de prinsessen (No. 10) werden in 1929 voor die instrumentatie bewerkt. Een variatie op de melodie van de Rondedans werd met een tekst van John Klenner uitgebracht als Summer Moon. In 1965 maakte Stravinsky uit de melodie van de finale (No. 19) zijn Canon op een Russische volksdeun voor orkest.

## Kostuums en decor
Russisch kunstenaar Léon Bakst ontwierp de kostuums voor de originele productie van De vuurvogel door de Ballets Russes. Aleksandr Golovin was verantwoordelijk voor het decor, hoewel ook hij schetsen voor de kostumering maakte. Voor een nieuwe productie van De vuurvogel in 1922 liet de Ballets Russes een nieuwe vormgeving voorzien door Natalja Gontsjarova. Voor de eerste productie van De vuurvogel door het New York City Ballet in 1949 werden kostuums en decorstukken ontworpen door de Franse kunstschilder Marc Chagall. Barbara Karinska herwerkte de ontwerpen van Chagall voor een revival door het New York City Ballet in 1970.

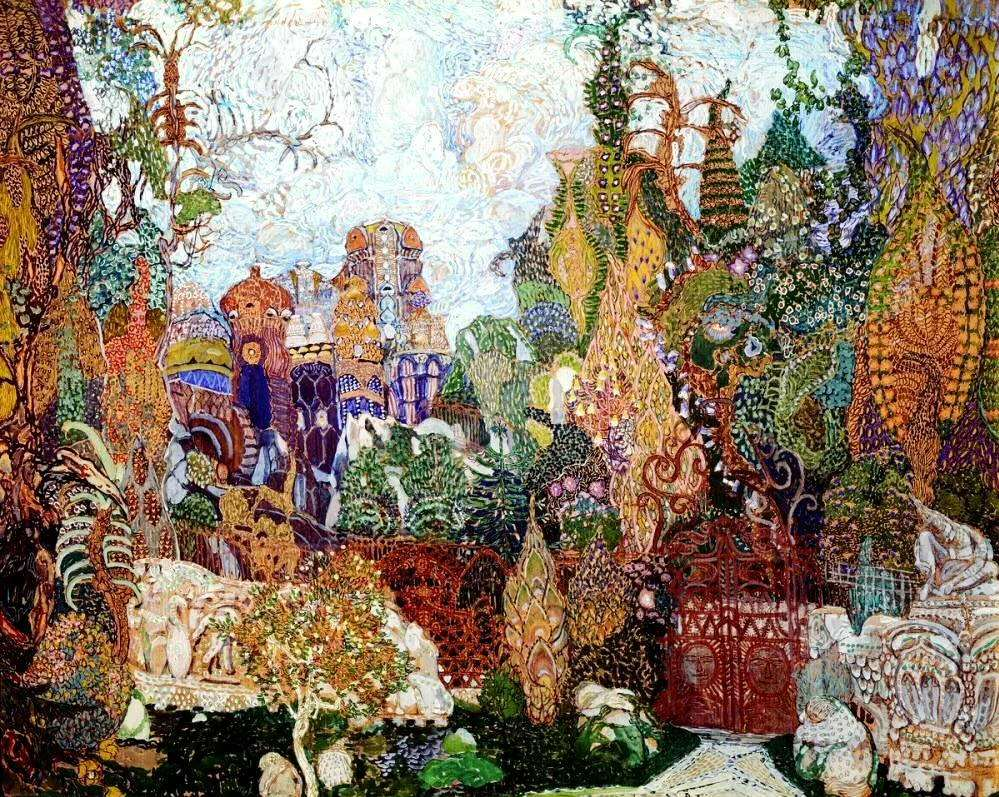
Decorontwerp voor De vuurvogel door Aleksandr Golovin
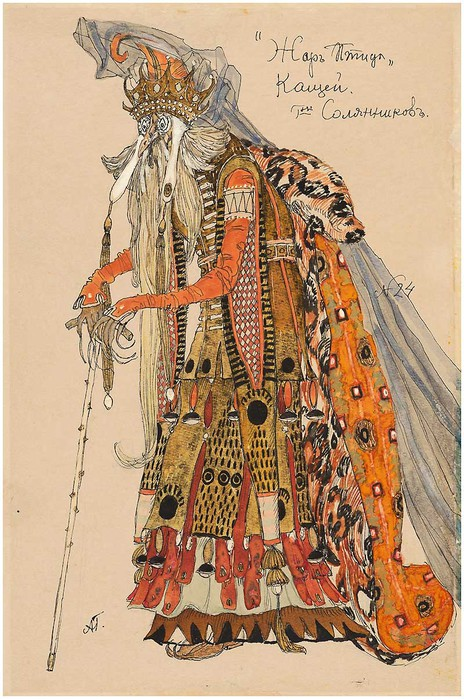
De tovenaar Kosjtsjej, door Aleksandr Golovin
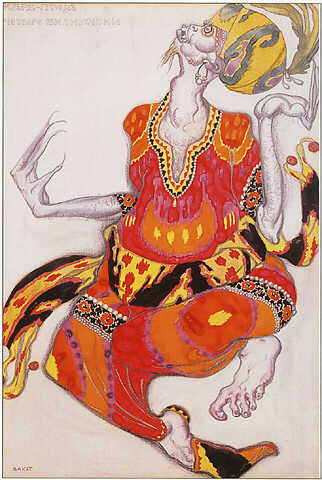
De tovenaar Kosjtsjej, kostuumontwerp van Léon Bakst
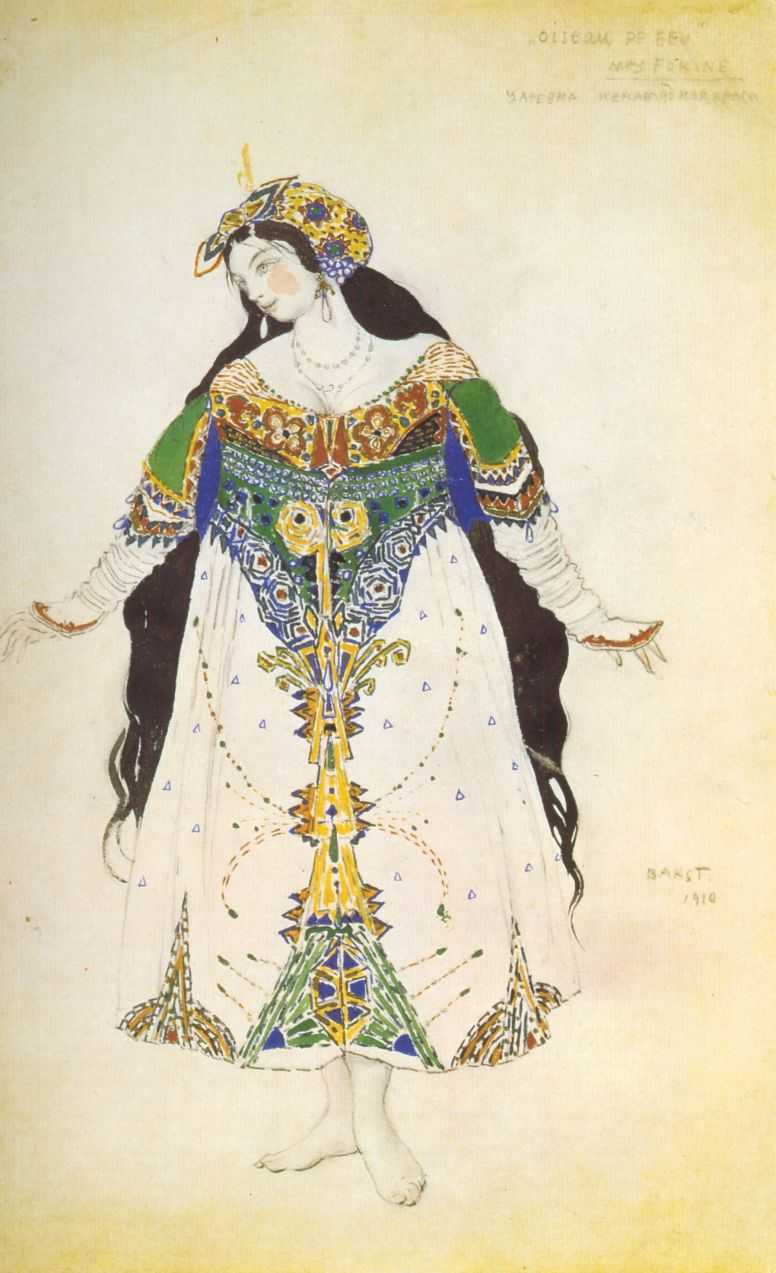
De mooie prinses, kostuumontwerp van Léon Bakst

## Producties

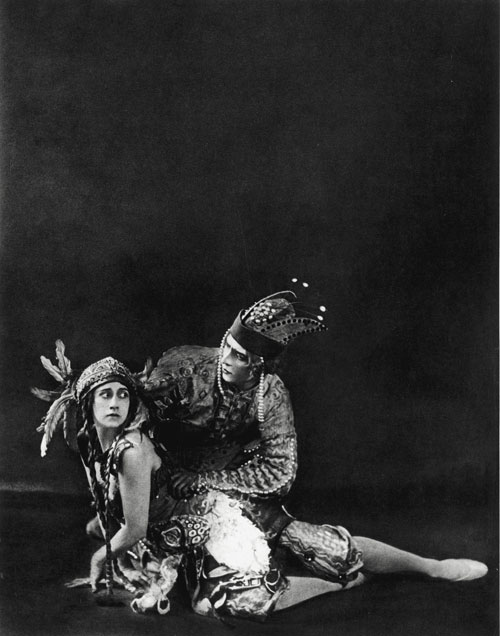
De Vuurvogel (Tamara Karsavina) is angstig wanneer ze door prins Ivan Tsarevitsj (Michel Fokine) gevangen wordt (Ballets Russes, 1912)

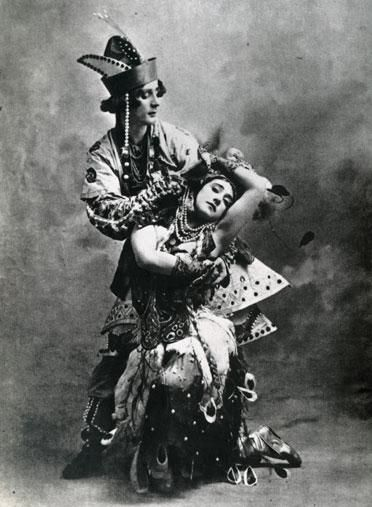
De Vuurvogel (Tamara Karsavina) trekt in ruil voor haar vrijheid een veer uit voor prins Ivan Tsarevitsj (Michel Fokine) (Ballets Russes, 1910)

Het idee voor een ballet gebaseerd op de Russische legende van de vuurvogel was door Sergej Djagilev en zijn medewerkers binnen de Ballets Russes in 1909 uitgewerkt. Choreograaf Michel Fokine schreef het libretto samen met Alexandre Benois. Zij baseerden zich naast verhalen over de vuurvogel ook op andere Russische folklore, zoals het verhaal van Kostsjey de Onsterfelijke. Ook componist Igor Stravinsky was bij alle repetities van de Ballets Russes in Sint-Petersburg aanwezig. Oorspronkelijk zou Anna Pavlova in de rol van de Vuurvogel dansen. Zij vond de muziek echter te gecompliceerd en te inhoudsloos. Tamara Karsavina verving haar en Fokine ontwierp de choreografie voor de rol op haar maat.
De Vuurvogel ging in première op 25 juni 1910, in de Opéra Garnier. Het ballet was vanaf het begin een succes. Vooral de score van Igor Stravinsky ontving veel lof. Ook kunstenaars zoals Claude Debussy, Maurice Ravel, Manuel de Falla, Florent Schmitt en Erik Satie toonden hun bewondering.
Het Ballet Russe de Monte Carlo bracht in 1934 een revival van De vuurvogel te London. Daarbij werden de oorspronkelijk kostuums en decorstukken gebruikt. In 1949 nam George Balanchine het ballet op in het repertoire van het New York City Ballet. Frans kunstschilder Marc Chagall voorzag in de vormgeving. De Indiaanse ballerina Maria Tallchief danste de rol van de Vuurvogel. Ninette de Valois liet in 1954 het ballet van Fokine reconstrueren door Serge Grigoriev voor het Vic-Wells Ballet. Tamara Karsavina leerde hiervoor zelf de rol van de Vuurvogel aan prima ballerina Margot Fonteyn aan. Balanchine en Jerome Robbins maakten in 1970 een revival van de versie van het New York City Ballet. Hiervoor ontwierp Barbara Karinska nieuwe kostuums, gebaseerd op die van Chagall. Ballerina Gelsey Kirkland debuteerde als de Vuurvogel.
De originele choreografie van Michel Fokine werd in 2011 te Covent Garden door het Mariinskiballet hernomen, als deel van een retrospective over Fokines werk. In 2012 bracht het American Ballet Theatre De vuurvogel met een nieuwe choreographie door Alexei Ratmansky. Ballerina Misty Copeland danste daarin als de Vuurvogel.

## Oeuvre
Zie het Oeuvre van Igor Stravinsky voor een volledig overzicht van het werk van Stravinsky.

### Geselecteerde discografie
- Complete ballet (1910)
  - Columbia Symphony Orchestra o.l.v. Igor Stravinsky ('Igor Stravinsky Edition' in het deel 'Ballets Vol. I', Sony Classical 3 cd's SM3K 46 291)
  - Chicago Symphony Orchestra o.l.v. Pierre Boulez (samen met Feu d'artifice en Quatre Etudes pour orchestre; DGG 437 850-2)
  - City of Birmingham Symphony Orchestra o.l.v. Simon Rattle (met de 'Quatre etudes' en 'Scherzo à la russe'; EMI 7 49178 2)
- Balletsuites:
  - Eerste orkestsuite: BBC Symphony Orchestra o.l.v. Pierre Boulez (met 'Pulcinella-suite', 'Scherzo fantastique' en de twee 'Suites voor klein orkest'; Sony Classical SMK 45 843)
  - Derde orkestsuite: Columbia Symphony Orchestra o.l.v. Igor Stravinsky ('Igor Stravinsky Edition' in het deel 'Ballet Suites', Sony Classical SMK 46 293)

### Beeldfragmenten
- Bolsjojballet (2002). Volledig ballet voor televisie. Nina Ananiashvilli danst als de Vuurvogel.
- New York City Ballet (2009). Teresa Reichlen (en)  over haar rol als Vuurvogel.
- Mariinskiballet (2012). Volledig ballet. Diana Vishneva danst als de Vuurvogel.
- Stravinsky Festival Lutsk (2013). Volledig ballet.